# کونتشیتسه (ناحیه هرادتس کرالووه)
کونتشیتسه (به چکی: Kunčice) یک منطقهٔ مسکونی در جمهوری چک است که در ناحیه هرادتس کرالووه واقع شده‌است. کونتشیتسه ۲۵۷ نفر جمعیت دارد.